# Kałaurowicze
Kałaurowicze (biał. Калавуравічы; ros. Каллауровичи) – wieś na Białorusi, w obwodzie brzeskim, w rejonie pińskim, w sielsowiecie Kałaurowicze.
Dawniej zamieszkałe przez szlachtę katolicką. W dwudziestoleciu międzywojennym leżały w Polsce, w województwie poleskim, w powiecie pińskim, w gminie Lemieszewicze. Po II wojnie światowej w granicach Związku Sowieckiego. Od 1991 w niepodległej Białorusi.